# Lafoeidae
Famille
Genres de rang inférieur
- Acryptolaria Norman, 1875
- Billardia Totton, 1930
- Cryptolarella Stechow, 1913
- Filellum Hincks, 1868
- Grammaria Stimpson, 1853
- Lafoea Lamouroux, 1821

Les Lafoeidae forment une famille de cnidaires de l'ordre des Leptothecata.